# Élections sénatoriales de 2023 dans les Hauts-de-Seine
Les élections sénatoriales de 2023 dans les Hauts-de-Seine ont lieu le dimanche 24 septembre 2023 dans le but d'élire les sept sénateurs représentant le département au Sénat pour un mandat de six années.

## Sénateurs sortants
| Sénateurs         | Parti | Parti | Fonctions lors de l'élection en 2017           |
| ----------------- | ----- | ----- | ---------------------------------------------- |
| Pierre Ouzoulias  |       | PCF   | Conseiller départemental des Hauts-de-Seine    |
| André Gattolin    |       | RE    | Sénateur sortant                               |
| Xavier Iacovelli  |       | RE    | Conseiller municipal de Suresnes               |
| Hervé Marseille   |       | UDI   | Maire de Meudon                                |
| Roger Karoutchi   |       | LR    | Sénateur                                       |
| Christine Lavarde |       | LR    | Conseillère municipale de Boulogne-Billancourt |
| Philippe Pemezec  |       | LR    | Maire du Plessis-Robinson                      |

## Présentation des listes et des candidats
Les nouveaux représentants sont élus pour un mandat de 6 ans au suffrage universel indirect par les grands électeurs du département. Dans les Hauts-de-Seine, les sénateurs sont élus au scrutin proportionnel plurinominal. Le département élit sept sénateurs et neuf candidats doivent être présentés sur chaque liste pour qu'elle soit validée. Chaque liste de candidats est obligatoirement paritaire et alterne entre les hommes et les femmes.

### Liste Les Républicains conduite par Roger Karoutchi
| N° | Candidats | Candidats               | Parti | Nuance | Principales fonctions                                              |
| -- | --------- | ----------------------- | ----- | ------ | ------------------------------------------------------------------ |
| 01 |           | Roger Karoutchi         | LR    | LR     | Sénateur sortant                                                   |
| 02 |           | Christine Lavarde       | LR    | DVD    | Sénatrice sortante, conseillère municipale de Boulogne-Billancourt |
| 03 |           | Philippe Pemezec        | LR    | LR     | Sénateur sortant, conseiller municipal du Plessis-Robinson         |
| 04 |           | Joëlle Ceccaldi-Raynaud | LR    | LR     | Maire de Puteaux                                                   |
| 05 |           | Rémi Muzeau             | LR    | LR     | Conseiller départemental, maire de Clichy                          |
| 06 |           | Jeanne Bécart           | LR    | LR     | Conseillère départementale, maire de Garches                       |
| 07 |           | Yves Coscas             | LR    | LR     | Conseiller départemental, adjoint au maire de Clamart              |
|    |           |                         |       |        |                                                                    |
| 08 |           | Agnès Pottier-Dumas     | LR    | LR     | Conseillère départementale, maire de Levallois-Perret              |
| 09 |           | Jacques Kossowski       | LR    | LR     | Maire de Courbevoie                                                |

### Liste Divers droite conduite par Marie-Do Aeschlimann
| N° | Candidats | Candidats                   | Parti | Nuance | Principales fonctions                                         |
| -- | --------- | --------------------------- | ----- | ------ | ------------------------------------------------------------- |
| 01 |           | Marie-Dominique Aeschlimann | LR    | LR     | Conseillère régionale, adjointe au maire d’Asnières-sur-Seine |
| 02 |           | Yves Ménel                  | LR    | DVD    | Conseiller municipal de Garches                               |
| 03 |           | Muriel Galante-Guilleminot  | LR    | LR     | Adjointe au maire de Fontenay-aux-Roses                       |
| 04 |           | Jean-Pierre Beaulieu        |       | DVD    |                                                               |
| 05 |           | Marie Sermadiras            |       | DVD    |                                                               |
| 06 |           | Patrick Carrale             | PRV   | DVD    |                                                               |
| 07 |           | Nathalie Nicodeme-Saradjian | LR    | LR     | Conseillère municipale de Chaville                            |
|    |           |                             |       |        |                                                               |
| 08 |           | Jean-Denis Pesty            |       | DVD    | Conseiller municipal de Ville-d’Avray                         |
| 09 |           | Charlotte Odent             | LR    | DVD    | Conseillère municipale de Levallois-Perret                    |

### Liste Union des démocrates et indépendants conduite par Hervé Marseille
| N° | Candidats | Candidats           | Parti | Nuance | Principales fonctions                                            |
| -- | --------- | ------------------- | ----- | ------ | ---------------------------------------------------------------- |
| 01 |           | Hervé Marseille     | UDI   | UDI    | Sénateur sortant, conseiller municipal de Meudon                 |
| 02 |           | Isabelle Florennes  | MoDem | MDM    | Conseillère municipale de Suresnes                               |
| 03 |           | Bernard Gauducheau  | UDI   | UDI    | Maire de Vanves, conseiller régional                             |
| 04 |           | Marie-Pierre Limoge | UDI   | UDI    | Conseillère départementale, adjointe au maire de Courbevoie      |
| 05 |           | Olivier Hubert      | HOR   | HOR    | Adjoint au maire de Sèvres                                       |
| 06 |           | Claude Favra        | UDI   | UDI    | Adjointe au maire de Montrouge                                   |
| 07 |           | Pascal Pelain       | UDI   | UDI    | Maire de Villeneuve-la-Garenne                                   |
|    |           |                     |       |        |                                                                  |
| 08 |           | Rita Demblon-Pollet | UDI   | UDI    | Conseillère départementale, adjointe au maire de Rueil-Malmaison |
| 09 |           | Philippe Laurent    | UDI   | UDI    | Maire de Sceaux, conseiller régional                             |

### Liste Union de la gauche et des écologistes conduite par Pierre Ouzoulias
| N° | Candidats | Candidats           | Parti | Nuance | Principales fonctions                       |
| -- | --------- | ------------------- | ----- | ------ | ------------------------------------------- |
| 01 |           | Pierre Ouzoulias    | PCF   | COM    | Sénateur sortant, conseiller départemental  |
| 02 |           | Catherine Candelier | EELV  | VEC    | Conseillère municipale de Sèvres            |
| 03 |           | Antoine Jouenne     | PS    | SOC    | Adjoint au maire de Châtillon               |
| 04 |           | Zineb Zouaoui       | PCF   | DVG    | Adjointe au maire de Gennevilliers          |
| 05 |           | Patrick Jarry       |       | DVG    | Conseiller départemental, maire de Nanterre |
| 06 |           | Elsa Deransart      | GRS   | DVG    |                                             |
| 07 |           | Gilles Mergy        | PRG   | RDG    | Conseiller municipal de Fontenay-aux-Roses  |
|    |           |                     |       |        |                                             |
| 08 |           | Françoise Roure     | LRDG  | DVG    |                                             |
| 09 |           | David Mauger        |       | DVG    | Conseiller municipal d'Antony               |

### Liste Ensemble conduite par Xavier Iacovelli
| N° | Candidats | Candidats           | Parti | Nuance | Principales fonctions                                       |
| -- | --------- | ------------------- | ----- | ------ | ----------------------------------------------------------- |
| 01 |           | Xavier Iacovelli    | RE    | REN    | Sénateur sortant, conseiller municipal de Suresnes          |
| 02 |           | Aurélie Taquillain  | RE    | REN    | Conseillère régionale, conseillère municipale de Courbevoie |
| 03 |           | Arnaud Péricard     | HOR   | HOR    | Adjoint au maire de Villeneuve-la-Garenne                   |
| 04 |           | Sophie Sansy        | HOR   | HOR    | Adjointe au maire d'Antony                                  |
| 05 |           | Philippe Hazard     | RE    | REN    | Adjoint au maire de Sèvres                                  |
| 06 |           | Despina Bekiari     | HOR   | HOR    | Adjointe au maire de Fontenay-aux-Roses                     |
| 07 |           | Julien Boulanger    |       | DVD    | Conseiller municipal de Ville-d'Avray                       |
|    |           |                     |       |        |                                                             |
| 08 |           | Baï-Audrey Achidi   | RE    | REN    | Conseillère municipale de Boulogne-Billancourt              |
| 09 |           | Henry Pierre Melone |       | DVD    | Adjoint au maire de Bourg-la-Reine                          |

### Liste Rassemblement national conduite par Christophe Versini
| N° | Candidats | Candidats               | Parti | Nuance | Principales fonctions |
| -- | --------- | ----------------------- | ----- | ------ | --------------------- |
| 01 |           | Christophe Versini      | RN    | RN     |                       |
| 02 |           | Agnès Lafitte           | RN    | RN     |                       |
| 03 |           | Patrick Yvars           | RN    | RN     |                       |
| 04 |           | Christine Pastor        | RN    | RN     |                       |
| 05 |           | René Kimbassa           | RN    | RN     |                       |
| 06 |           | Carole Roussel          | RN    | RN     |                       |
| 07 |           | Philippe Millot         | RN    | RN     |                       |
|    |           |                         |       |        |                       |
| 08 |           | Marie-Caroline Le Pen   | RN    | RN     | Conseillère régionale |
| 09 |           | Wallerand de Saint-Just | RN    | RN     | Conseiller régional   |

### Liste La France insoumise conduite par Annabelle Huet
| N° | Candidats | Candidats         | Parti | Nuance | Principales fonctions                       |
| -- | --------- | ----------------- | ----- | ------ | ------------------------------------------- |
| 01 |           | Annabelle Huet    | LFI   | FI     | Conseillère municipale de Montrouge         |
| 02 |           | Nicolas Huygue    | LFI   | FI     |                                             |
| 03 |           | Léa Druet         | LFI   | FI     |                                             |
| 04 |           | Laurent Kandel    | LFI   | FI     | Adjoint au maire de Bagneux                 |
| 05 |           | Yeelen Ravier     | LFI   | FI     | Conseillère municipale d'Asnières-sur-Seine |
| 06 |           | Noreddine Iznasni | LFI   | FI     |                                             |
| 07 |           | Brigitte Groléas  | LFI   | FI     |                                             |
|    |           |                   |       |        |                                             |
| 08 |           | Michaël Lebeau    | LFI   | FI     |                                             |
| 09 |           | Brigitte Guinais  | LFI   | FI     |                                             |

### Liste Divers gauche conduite par Valéry Barny
| N° | Candidats | Candidats       | Parti | Nuance | Principales fonctions              |
| -- | --------- | --------------- | ----- | ------ | ---------------------------------- |
| 01 |           | Valéry Barny    |       | DVG    | Conseiller municipal de Suresnes   |
| 02 |           | Oulfa Hanafi    |       | DVG    | Conseillère municipale de Suresnes |
| 03 |           | Mickaël Angely  |       | DVG    |                                    |
| 04 |           | Inas Tahlaoui   |       | DVG    |                                    |
| 05 |           | Anthony Prosper |       | DVG    |                                    |
| 06 |           | Dora Zaabi      |       | DVG    |                                    |
| 07 |           | Mehdi Ariano    |       | DVG    |                                    |
|    |           |                 |       |        |                                    |
| 08 |           | Melissa Brochot |       | DVG    |                                    |
| 09 |           | Bruno Miath     |       | DVG    |                                    |

## Résultats
| Tête de liste                                                                     | Tête de liste               | Liste                                                   | Voix  | %     | Sièges | +/-           |  |
| --------------------------------------------------------------------------------- | --------------------------- | ------------------------------------------------------- | ----- | ----- | ------ | ------------- |  |
|                                                                                   | Roger Karoutchi             | Union de la droite (LR)                                 | 626   | 26,91 | 2      | 1             |  |
| Unis pour nos communes des Hauts-de-Seine - Majorité sénatoriale                  |                             |                                                         | 626   | 26,91 | 2      | 1             |  |
|                                                                                   | Hervé Marseille             | Union des démocrates et indépendants (MoDem - HOR)      | 441   | 18,96 | 2      | 1             |  |
| Avec vous, pour nos communes                                                      |                             |                                                         | 441   | 18,96 | 2      | 1             |  |
|                                                                                   | Pierre Ouzoulias            | Union de la gauche (PCF - EELV - PS - GRS - LRDG - PRG) | 439   | 18,87 | 1      | 1             |  |
| Union de la gauche et des écologistes                                             |                             |                                                         | 439   | 18,87 | 1      | 1             |  |
|                                                                                   | Xavier Iacovelli            | Ensemble (RE - HOR)                                     | 418   | 17,97 | 1      | en stagnation |  |
| Élus locaux, portons la voix des Hauts-de-Seine                                   |                             |                                                         | 418   | 17,97 | 1      | en stagnation |  |
|                                                                                   | Marie-Dominique Aeschlimann | Divers droite (LR)                                      | 289   | 12,42 | 1      | Nv.           |  |
| Droite Centre et Indépendants unis pour nos communes avec la majorité sénatoriale |                             |                                                         | 289   | 12,42 | 1      | Nv.           |  |
|                                                                                   | Annabelle Huet              | La France insoumise                                     | 56    | 2,41  | 0      | Nv.           |  |
| Hauts-de-Seine Union populaire écologique et sociale                              |                             |                                                         | 56    | 2,41  | 0      | Nv.           |  |
|                                                                                   | Christophe Versini          | Rassemblement national                                  | 40    | 1,72  | 0      | en stagnation |  |
| Au service des communes pour défendre les Hauts-de-Seine                          |                             |                                                         | 40    | 1,72  | 0      | en stagnation |  |
|                                                                                   | Valéry Barny                | Divers gauche                                           | 17    | 0,73  | 0      | Nv.           |  |
| Fraternité                                                                        |                             |                                                         | 17    | 0,73  | 0      | Nv.           |  |
|                                                                                   |                             |                                                         |       |       |        |               |  |
| Suffrages exprimés                                                                | Suffrages exprimés          | Suffrages exprimés                                      | 2 326 | 98,77 |        |               |  |
| Votes blancs                                                                      | Votes blancs                | Votes blancs                                            | 20    | 0,85  |        |               |  |
| Votes nuls                                                                        | Votes nuls                  | Votes nuls                                              | 9     | 0,38  |        |               |  |
| Total                                                                             | Total                       | Total                                                   | 2 355 | 100   | 7      | en stagnation |  |
| Abstention                                                                        | Abstention                  | Abstention                                              | 31    | 1,3   |        |               |  |
| Inscrits / participation                                                          | Inscrits / participation    | Inscrits / participation                                | 2 386 | 98,7  |        |               |  |

|  |